# 酒井隆史
酒井 隆史（さかい たかし、1965年 - ）は、日本の社会学者。専門は社会思想。
大阪公立大学大学院現代システム科学研究科（現代システム科学専攻）教授。学位は博士（人間科学）。

## 略歴
早稲田大学大学院文学研究科修士課程修了。大阪女子大学講師を経て、2007年から大阪府立大学（人間社会学部）准教授。その後同大学大学院人間社会システム科学研究科（人間社会学専攻）教授。大阪府立大学と大阪市立大学との統合に伴って、2022年より現職。
大阪府立大学より博士（人間科学）の学位を取得。
2012年、『通天閣：新・日本資本主義発達史』にて第34回サントリー学芸賞（社会・風俗部門）受賞。

## 著書

### 単著
- 『自由論：現在性の系譜学』青土社、2001年。ISBN 4791758986
  - 『〈完全版〉自由論：現在性の系譜学』河出書房新社〈河出文庫〉、2019年。ISBN　978-4-309-41704-2
- 『暴力の哲学』河出書房新社〈シリーズ・道徳の系譜〉、2004年。ISBN 4309243088  / 河出文庫、2016年。ISBN　978-4-309-41431-7
- 『通天閣：新・日本資本主義発達史』青土社、2011年。ISBN 4791766288
- 『ブルシット・ジョブの謎：クソどうでもいい仕事はなぜ増えるか』講談社現代新書、2021年。ISBN　978-4-06-526659-5
- 『賢人と奴隷とバカ』亜紀書房、2023年。ISBN　978-4-7505-1787-2

### 編著
- 『グレーバー＋ウェングロウ『万物の黎明』を読む：人類史と文明の新たなヴィジョン』責任編集、河出書房新社、2024年。ISBN　978-4-309-22916-4

### 翻訳
- スラヴォイ・ジジェク『否定的なもののもとへの滞留：カント、ヘーゲル、イデオロギー批判』田崎英明共訳、太田出版、1998年。 / 筑摩書房〈ちくま学芸文庫〉、2006年。ISBN　978-4-480-08931-1
- アントニオ・ネグリ、マイケル・ハート『〈帝国〉：グローバル化の世界秩序とマルチチュードの可能性』水嶋一憲ほか共訳、以文社、2003年。ISBN　978-4-7531-0224-2
- サラ・ミルズ『ミシェル・フーコー』青土社〈シリーズ現代思想ガイドブック〉、2006年。ISBN　978-4-7917-6227-9
- アントニオ・ネグリ、マイケル・ハート『ディオニュソスの労働：国家形態批判』長原豊・崎山政毅共訳、人文書院、2008年。ISBN　978-4-409-03074-5
- シャンタル・ムフ『政治的なものについて：闘技的民主主義と多元主義的グローバル秩序の構築』酒井隆史監訳・篠原雅武訳、明石書店、2008年。ISBN　978-4-7503-2819-5
- ミッドナイト・ノーツ・コレクティブとその友人たち『金融恐慌からコモンズへ：資本主義の現在的批判のために』高祖岩三郎・木下ちがや共訳、以文社、2009年。ISBN　978-4-7531-0272-3
- マイク・デイヴィス『スラムの惑星：都市貧困のグローバル化』酒井隆史監訳・篠原雅武・丸山里美共訳、明石書店、2010年。ISBN　978-4-7503-3190-4
- デヴィッド・グレーバー『負債論：貨幣と暴力の5000年』酒井隆史監訳・高祖岩三郎・佐々木夏子訳、以文社、2016年。ISBN　978-4-7531-0334-8
- デヴィッド・グレーバー『官僚制のユートピア：テクノロジー、構造的愚かさ、リベラリズムの鉄則』以文社、2017年。ISBN　978-4-7531-0343-0
- デヴィッド・グレーバー『ブルシット・ジョブ：クソどうでもいい仕事の理論』芳賀達彦・森田和樹共訳、岩波書店、2020年。ISBN　978-4-00-061413-9
- ピエール・クラストル『国家をもたぬよう社会は努めてきた：クラストルは語る』訳と解題、洛北出版、ISBN　978-4-903127-32-3
- デヴィッド・グレーバー、デヴィッド・ウェングロウ（David Wengrow）『万物の黎明：人類史を根本からくつがえす』光文社、2023年。ISBN　978-4-334-10059-9
- ピーター・フレイズ『四つの未来：〈ポスト資本主義〉を展望するための四類型』以文社、2023年。ISBN　978-4-7531-0380-5